# Villanueva de Cameros
Villanueva de Cameros és un municipi de la Rioja, a la regió de la Rioja Mitjana, dins la subcomarca de Camero Nuevo.

## Història
El primer esment apareix en l'escriptura del vot de Fernán González, anomenant-la "Villanova". En 1366 va ser inclosa entre les localitats del Senyoriu de Cameros, que seria cedit per Enric II de Trastámara a Juan Ramírez de Arellano pel seu suport en la lluita contra Pere I el Cruel. Posteriorment, va ser propietat dels senyors de Cameros, comtes d'Aguilar i ducs d'Abrantes. Després de l'desaparició dels senyorius, en 1811, es va convertir en vila exempta de la província de Sòria, fins a la creació de la província de Logronyo el 30 de novembre de 1833.